# Ace Enders
Arthur Carl 'Ace' Enders (Hammonton) New Jersey), 19 april 1982) is een Amerikaanse rocksinger-songwriter, instrumentalist en platenproducent. Enders is de zanger en gitarist van de band The Early November. Hij is ook de leidende muzikant, songwriter en co-producent in zijn band I Can Make a Mess Like Nobody's Business. Hij heeft ook muziek uitgebracht onder de naam Ace Enders and a Million Different People.

## Biografie

### Inleiding tot muziek en The Early November
Enders begon gitaar te spelen nadat hij werd geïnspireerd door zijn stiefvader Robert Gazzara, die in een band speelde. Enders leerde zichzelf hoe de oude gitaar van zijn stiefvader te bespelen. In februari 2001 vormden Enders samen met gitarist Jim Sacco, bassist Sergio Anello en drummer Jeff Kummer The Early November. In 2003, na de publicatie van hun eerste twee ep's For All of This en The Acoustic EP, bracht de band hun debuutalbum The Room's Too Cold uit. In 2004 startte Enders zijn eigen solo-project I Can Make a Mess Like Nobody's Business en bracht het titelloze album uit op 26 oktober 2004. Enders heeft verklaard dat I Can Make a Mess Like Nobody's Business iets was voor één album.
De opname van het derde album van Early November begon in februari 2005. Het album The Mother, the Mechanic, and the Path was een conceptalbum met drie schijven met een verweven plot van een verscheurd gezin, vanuit het perspectief van een groeiend kind. Het album nam meer dan een jaar in beslag vanwege een groot aantal problemen. Voordat Enders The Mother, the Mechanic, and the Path conceptualiseerde, overwoog hij de muziekbusiness te verlaten en mogelijk in de detailhandel of de bouw te gaan werken. Enders, samen met de rest van Early November, werden herenigd en begonnen met het spelen van shows en hebben het album In Currents uitgebracht op 10 juli 2012. Sinds hun terugkeer speelde Early November met acts als The Wonder Years, Cartel, All Time Low, Young Statues, The Swellers, Seahaven, Man Overboard, Into It. Over It., Hit The Lights en anderen.

### Ace Enders and a Million Different People
Ace Enders kondigde in het tijdschrift Alternative Press aan dat hij van plan was een soloalbum op te nemen en begon het nieuwe project Ace Enders and a Million Different People. In de zomer van 2007 had Enders een lening afgesloten voor de bouw van een studio in de kelder van een winkelcentrum. Na drie weken werk was de bouw klaar en werd Pink Space Recording gemaakt. Nadat de studio klaar was, bracht Enders twee opeenvolgende dagen door met het maken van demo's, die later de naam From a Daze en Emergency zouden krijgen. Enders tekende in bij manager Lucas Keller om aan Ace Enders and a Million Different People te werken. Hij opende begin 2008 voor de volledige Amerikaanse tournee van Angels & Airwaves. Op 13 juni van dat jaar bracht Enders het 8-track-album The Secret Wars uit, dat gratis te downloaden was op Fuse TV. Hij nam ze op in zijn eigen studio.
In december 2008 brachten Ace Enders and a Million Different People de single Bitter Sweet Symphony uit, een cover van The Verve in de iTunes Store. Het nummer omvat meerdere artiesten, waaronder Mark Hoppus, Aaron Marsh, Craig Owens, Alex Gaskarth van All Time Low, Bryce Avary, Kenny Vasoli, Matt Thiessen en Duane Okun. Alle opbrengsten van het nummer gingen naar VH1's Save the Music Foundation. Ace Enders and a Million Different People brachten hun tweede album en Enders' derde soloalbum uit op 17 maart 2009 via Vagrant Records/Drive-Thru Records. Het album is getiteld When I Hit the Ground. Ace Enders and a Million Different People gingen op tournee met The All-American Rejects op de I Wanna Rock Tour, die begin april 2009 begon.

### Terug naarI Can Make A Mess Like Nobody's Business
Enders bracht zijn tweede album The World We Know uit onder de naam I Can Make a Mess Like Nobody's Business op 23 maart 2010. Er is een videoclip gemaakt voor het nummer Old Man ............................ Op 16 september bracht Enders het derde Mess-album Dust'n Off the Ol 'Guitar uit. Het album bevatte vernieuwde versies van veel nummers van Early November, evenals een paar nummers van Ace Enders & a Million Different People. Het album bevatte ook het nieuwe nummer Growing Pains. Er waren ook drie nummers van het album, die zouden worden uitgebracht zodra de verkoop 5.000 exemplaren zou bereiken. Deze nummers bevatten Pretty Pretty, een remix van 1000 Times A Day en een volledige versie van Decoration. Op 15 december bracht Enders de kerstgerichte ep Happy Christmas uit. De ep bevat een origineel nummer met de titel Season's Greetings, een cover van Christmastime Is Here uit de film A Charlie Brown Christmas en een cover van de Charles Brown-hit Please Come Home For Christmas. De ep is digitaal uitgebracht.
Enders bracht in eigen beheer het vierde album I Can Make a Mess Like Nobody's Business, Gold Rush uit op 5 mei 2011. Dit album werd gefinancierd door donaties van fans via Kickstarter. Nu The Early November weer bij elkaar komt en weer toert, is Enders doorgegaan met publiceren om dit project te ondersteunen. Samen met The Early November werd de band gecontracteerd door Rise Records. In 2013 is de bandnaam ingekort tot I Can Make a Mess. Dit is te zien op zowel het nieuwste album Enola, uitgebracht op 11 juni 2013, als op de vertekende tourneestemming. Enders gaf twee shows per dag, tijdens de hele vertekende tournee van 2013 als The Early November en I Can Make a Mess.

## Andere projecten
Ace Enders runt een studio in zijn geboortestad Hammonton, genaamd The Lumberyard. Ace heeft bands opgenomen als Young Statues, Lift the Decade, Bombardier To Pilot, Backseat Goodbye, Move Out West, Ambition, Pines, Aaron West and the Roaring Twenties en War Games (en nog veel meer).

## Privéleven
Ace trouwde in mei 2006 met zijn oude vriendin Jenn Rock. Ze hebben twee kinderen, Arthur 'Artie' Carl Enders IV (geboren 10 september 2009) en Ivy Cynthia Enders (geboren 25 oktober 2011).

## Discografie

#### Albums
- 2003: The Room's Too Cold
- 2006: The Mother, the Mechanic, and the Path
- 2012: In Currents
- 2015: Imbue
- 2017: Fifteen Years
- 2019: Lilac

#### Extended plays
- 2001: The 5 Song EP
- 2002: So is This Fun?
- 2002: For All of This
- 2002: The Acoustic EP
- 2005: The Early November/I Am the Avalanche

### I Can Make a Mess Like Nobody's Business
- 2004: I Can Make a Mess Like Nobody's Business
- 2005: Hun cover van de song Positively 4th Street verschijnt op Listen to Bob Dylan: A Tribute, een tribute album.
- 2010: The World We Know
- 2010: Dust'n Off The Ol' Guitar
- 2010: Happy Christmas
- 2011: Gold Rush
- 2013: Enola
- 2014: Growing In

### Ace Enders and a Million Different People

#### Studioalbums
- 2008: The Secret Wars
- 2009: When I Hit the Ground

#### Extended plays
- The Australian EP

### Ace Enders

#### Albums
- 2015: Hiraeth

#### Ep's
- 2012: Share With Everyone EP

#### Niet uitgebracht
- 2008: The Lost Album

### Clear eyes Fanzine
- 2018: Season One, Episodes 1-6

### Other work

#### Featured in
- Please Me door Car Party
- These Are The Days door Just Left
- On My Own door Just Surrender
- The Place You Love door Have Mercy
- Heaven Sent door Front Porch Step

- International Standard Name Identifier: 0000 0000 6623 269X
- Library of Congress Control Number: no2009091212
- MusicBrainz: 3c0306f2-5fc6-4f17-866f-5de80d9dbf1f
- Virtual International Authority File: 91105491
- WorldCat: E39PBJht6WtDV4qQY8gBWmBVmd